# أوتو كراوس
أوتو كراوس (بالألمانية: Otto Kraus)‏ هو عالم العنكبوتيات ‏ ألماني، ولد في 17 مايو 1930 في فرانكفورت في ألمانيا، وتوفي في 24 أكتوبر 2017 في هامبورغ في ألمانيا.